# Municipio de Palmar de Bravo
El municipio de Palmar de Bravo es un municipio situado en el estado mexicano de Puebla. Según el censo de 2020, tiene una población de 50 226 habitantes.
Su cabecera es la población de Palmar de Bravo.

## Geografía
El municipio se encuentra localizado en la zona centro-oriental del estado de Puebla y forma parte de la denominada Región 3 Ciudad Serdán, por ser esta última población la principal de la región. Tiene una extensión territorial de 363,38 kilómetros cuadrados. Sus coordenadas geográficas extremas son 18°43′ - 18°58′ de latitud norte y 97°22′ - 97°41′ de longitud oeste, y su altitud va de 2100 a 2900 metros sobre el nivel del mar.
Limita al noroeste con el municipio de Quecholac, al noreste con el municipio de Chalchicomula de Sesma, al este con el municipio de Esperanza, al sureste con el municipio de Cañada Morelos, al sur con el municipio de Tlacotepec de Benito Juárez, al suroeste con el municipio de Yehualtepec y al oeste con el municipio de Tecamachalco.

## Demografía
De acuerdo a los resultados del Censo de Población y Vivienda de 2020 realizado por el Instituto Nacional de Estadística y Geografía, la población total de Palmar de Bravo asciende a 50 226 habitantes, de las que 24 595 son hombres y 25 631 son mujeres.

### Localidades
El municipio incluye en su territorio un total de 92 localidades. Las principales, considerando su población del censo de 2010 son:
| Localidad                                    | Población (2010) |
| -------------------------------------------- | ---------------- |
| San Miguel Xaltepec                          | 8 865            |
| San Sebastián Cuacnopalan                    | 8 516            |
| Palmar de Bravo                              | 4 870            |
| Cuesta Blanca                                | 3 946            |
| La Purísima de Bravo                         | 3 322            |
| Jesús Nazareno                               | 2 821            |
| Bellavista de Victoria (San José Bellavista) | 2 492            |
| San Isidro Monterrosas                       | 1 405            |
| Total municipio                              | 42 887           |

## Política
El Gobierno del municipio de Palmar de Bravo le corresponde al Ayuntamiento que tiene su sede en la cabecera municipal; el ayuntamiento se encuentra conformado por el presidente municipal, un Síndico y el cabildo integrado por cinco regidores electos por el principio de mayoría relativa. 
Todos son electos mediante el voto universal, directo y secreto, en un proceso electoral celebrado el primer domingo de junio del año de la elección, y asumen sus cargos el 15 de febrero del siguiente año, por un periodo de tres años. No son reelegibles para el período inmediato pero si de forma alternada.

### Subdivisión administrativa
Para auxiliar al ayuntamiento en el gobierno interior del municipio, este se divide en 6 juntas auxiliares, que son:
- San Sebastián Cuacnopalan
- San Miguel Xaltepec
- Cuesta Blanca
- Jesús Nazareno
- La Purísima de Bravo
- San José Bellavista

Las juntas se encuentran integradas por un presidente municipal auxiliar y cuatro regidores. Todos ellos son electos popularmente por los habitantes de la comunidad para un periodo de tres años; el plebiscito en que son electos se celebra el último domingo del mes de marzo del año correspondiente y entran a ejercer su cargo el día 15 de abril siguiente.

### Representación legislativa
Para la elección de diputados locales representantes de la población en el Congreso de Puebla y diputados federales integrantes de la Cámara de Diputados de México, el municipio de Palmar de Bravo se encuentra integrado en los siguientes distritos electorales:
Local:
- Distrito electoral local 15 de Puebla con cabecera en Tecamachalco.[5]

Federal:
- Distrito electoral federal 4 de Puebla con cabecera en Ajalpan.[6]

### Presidentes municipales
- (2021 - 2024): Adán Galdino Silva Vareliano
- (2014 - 2017): Pablo Morales Ugalde [7]
- (2017 - 2018): Miguel Vélez Severino [8]
- (2018 - 2021): Hilario Vicente Martínez Alcántara